# 이타부나

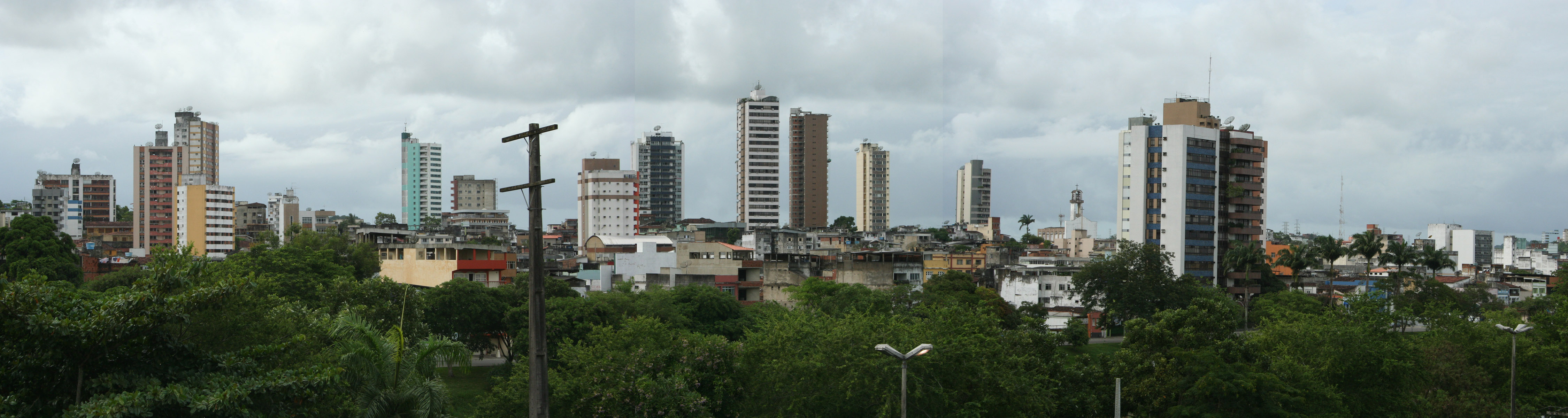
이타부나

이타부나의 위치

이타부나(포르투갈어: Itabuna)는 브라질 바이아주의 도시로 면적은 443.2km2, 높이는 54m, 인구는 209,221명(2006년 기준)이다. 바이아 주에서 6번째로 큰 도시이다. 1910년 일례우스에서 분리되어 신설되었다.